# Mackenzie Lansing
Mackenzie Lansing (Villebon-sur-Yvette) is een Frans-Amerikaans actrice. Zij speelde in diverse films en series, waaronder Mare of Easttown, The Creator en The Hunger Games: The Ballad of Songbirds & Snakes.

## Filmografie

### Film
- 2013: Beautiful, als meisje
- 2014: The Last Day of Summer, als Elizabeth
- 2016: Knights of New Jersey, als Hilly
- 2019: Premature, als student
- 2021: Starstruck, als Ellie
- 2022: Allswell, als Nina
- 2023: The Creator, als Harrison
- 2023: The Hunger Games: The Ballad of Songbirds & Snakes, als Coral
- 2024: Something Borrowed, Something Pink, als Katherine

### Televisie
- 2016: Red Oaks, als Claire
- 2017: i-Witness, als Cheryl Pierson
- 2017: Murder Castle, als Beth Bickford
- 2018: Tell Me A Story, als Tisha
- 2019: The Deuce, als Jamie
- 2021: Mare of Easttown, als Brianna
- 2025: FBI: Most Wanted, als Mia Travis